# Place de la Virgen Blanca
La Place de la Virgen Blanca (Plaza de la Virgen Blanca ou Plaza vieja en espagnol) ou vieille Place, est le principal lieu de rencontre de Vitoria-Gasteiz, en Espagne. Il se trouve entre les quartiers du Casco Viejo et l’Ensanche. La place est entourée de maisons blanches et au centre se trouve une monument à la mémoire de la bataille de Vitoria (1813), un épisode de la Guerre d’indépendance.
Durant l’année 2007, elle a subi un important changement, durant lequel on a changé le pavement et éliminé les zones vertes.

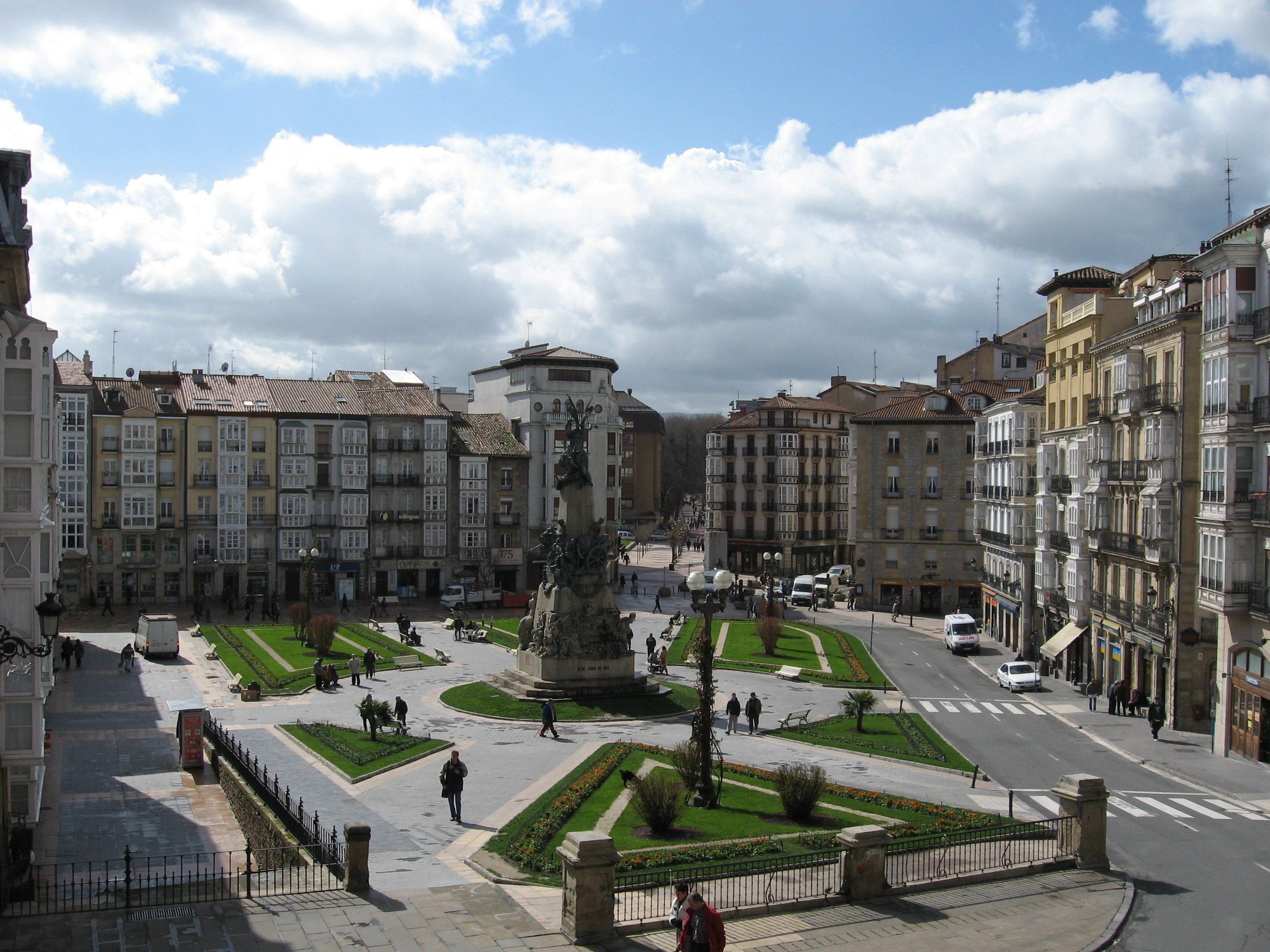
Place de la Virgen Blanca, avant sa restauration (2007-2008).